# Liste der Kulturdenkmale in Großenaspe
In der Liste der Kulturdenkmale in Großenaspe sind alle Kulturdenkmale der schleswig-holsteinischen Gemeinde Großenaspe (Kreis Segeberg) und ihrer Ortsteile aufgelistet (Stand: 10. März 2025).

## Legende
In den Spalten befinden sich folgende Informationen:
- Objekt-ID: die Nummer des Kulturdenkmales
- Lage: die Adresse des Kulturdenkmales und die geographischen Koordinaten. Kartenansicht, um Koordinaten zu setzen. In der Kartenansicht sind Kulturdenkmale ohne Koordinaten mit einem roten Marker dargestellt und können in der Karte gesetzt werden. Kulturdenkmale ohne Bild sind mit einem blauen Marker gekennzeichnet, Kulturdenkmale mit Bild mit einem grünen Marker.
- Offizielle Bezeichnung: Bezeichnung des Kulturdenkmales
- Beschreibung: die Beschreibung des Kulturdenkmales
- Bild: ein Bild des Kulturdenkmales

## Sachgesamtheiten
| Objekt-ID      | Lage                                      | Offizielle Bezeichnung         | Beschreibung | Bild                             |
| -------------- | ----------------------------------------- | ------------------------------ | --- | -------------------------------- |
| 41006 Wikidata | Kirchstraße (53° 58′ 26″ N, 9° 58′ 11″ O) | Katharinenkirche zu Großenaspe | Katharinenkirche zu Großenaspe; 1769 – nach 1918; im historischen Ortskern gelegenes Ensemble aus der spätbarocken Katharinenkirche mit Ausstattung, dem Kirchhof mit Feldsteinmauer, Grabmalen bis 1870, Lindenkranz, Ehrenmal 1914-1918 und Gedenkstein (Obelisk), sowie dem Alten Pastorat - Begründung: geschichtlich, künstlerisch, städtebaulich, Kulturlandschaft prägend - Schutzumfang: Katharinenkirche zu Großenaspe mit Ausstattung; Kirchhof mit Feldsteinmauer, Grabmale bis 1870, Lindenkranz, Ehrenmal 1914-1918; Zweikaiser-Denkmal mit Eiche (Kirchstraße); Altes Pastorat (Kirchstraße 2) | weitere Fotos \| Fotos hochladen |

## Bauliche Anlagen
| Objekt-ID     | Lage                                            | Offizielle Bezeichnung                         | Beschreibung | Bild                             |
| ------------- | ----------------------------------------------- | ---------------------------------------------- | --- | -------------------------------- |
| 6904 Wikidata | Amtsgraben (54° 0′ 59″ N, 9° 56′ 35″ O)         | Granitquaderbrücke (Russenbrücke)              | Alteintragung (Aktualisierung vorgesehen) - Begründung: Alteintragung (Aktualisierung vorgesehen) - Schutzumfang: Alteintragung (Aktualisierung vorgesehen) - Denkmaltyp: Bauliche Anlage | BW                               |
| 4264 Wikidata | Hamburger Chaussee (54° 0′ 18″ N, 9° 56′ 10″ O) | Vollmeilenstein                                | Entfernungsangaben: "Altona 7 M, Kiel 5¼ M"; Alteintragung (Aktualisierung vorgesehen) - Begründung: geschichtlich, wissenschaftlich, Kulturlandschaft prägend - Schutzumfang: gesamtes Objekt - Denkmaltyp: Bauliche Anlage | Fotos hochladen                  |
| 3048 Wikidata | Kirchstraße (53° 58′ 26″ N, 9° 58′ 11″ O)       | Katharinenkirche zu Großenaspe mit Ausstattung | Fälschlicherweise wurde die Katharinenkirche als Kirche St. Katharinen in früheren Denkmallisten geführt. Namenspatronin der Kirche ist Katharina die Große. Alteintragung (Aktualisierung vorgesehen) - Begründung: geschichtlich, künstlerisch, städtebaulich - Schutzumfang: gesamtes Objekt - Denkmaltyp: Bauliche Anlage, Sachgesamtheit: Katharinenkirche zu Großenaspe | weitere Fotos \| Fotos hochladen |
| 45235         | Kirchstraße (53° 58′ 28″ N, 9° 58′ 8″ O)        | Zweikaiser-Denkmal mit Eiche                   | Zweikaiser-Denkmal mit Eiche; Ende 19. Jh.; Obelisk mit Medaillons für Kaiser Wilhelm I. und Kaiser Friedrich III., schlanke Eiche - Begründung: geschichtlich, städtebaulich - Schutzumfang: gesamtes Objekt - Denkmaltyp: Bauliche Anlage, Sachgesamtheit: Katharinenkirche zu Großenaspe                                                                                   | BW                               |

## Gründenkmale
| Objekt-ID      | Lage                                      | Offizielle Bezeichnung | Beschreibung | Bild            |
| -------------- | ----------------------------------------- | ---------------------- | --- | --------------- |
| 19755 Wikidata | Kirchstraße (53° 58′ 26″ N, 9° 58′ 10″ O) | Kirchhof               | Kirchhof; 18.-20. Jh.; Anlage um die Katharinenkirche mit Feldsteinmauer, Grabmalen bis 1870, Lindenkranz und Ehrenmal 1914-1918 - Begründung: geschichtlich, Kulturlandschaft prägend - Schutzumfang: Kirchhof, Feldsteinmauer, Grabmale bis 1870, Lindenkranz, Ehrenmal 1914-1918 - Denkmaltyp: Gründenkmal, Sachgesamtheit: Katharinenkirche zu Großenaspe | Fotos hochladen |

## Quelle
- Liste der Kulturdenkmale in Schleswig-Holstein – Kreis Segeberg

- Karte mit allen Koordinaten:
- OSM |
- WikiMap